# 大凌风草
大凌风草（学名：Briza maxima）为禾本科凌风草属下的一个种。其种加词“maxima”意为“大的”。

## 形态特征
秆直立，高约20厘米。叶鞘平滑无毛，与叶片无明显界限；叶舌先端撕裂，上部者长达5毫米；叶片扁平，质薄，边缘微粗糙，长4-10厘米，宽约5毫米。圆锥花序开展，长7-10厘米，顶端常下垂，具少数小穗；分枝通常单一，顶端具1-3小穗；小穗柄细弱，光滑，俯垂；小穗红褐色，卵形，下垂，长约12毫米，含10-12小花；第一颖具5脉，长5-6毫米，第二颖具7脉，长6-7毫米，边缘紫色或黄铜色，顶端近圆形；外稃具7脉，近边缘具短柔毛，第一外稃长7-8毫米；内稃倒卵形，长为外稃的1/2-2/3,背面无毛，脊具微柔毛。